# سپتامبرهای شیراز
سپتامبرهای شیراز (به انگلیسی: The Septembers of Shiraz) عنوان کتابی نوشته دالیا سافر در سال ۱۳۸۷ است.

## موضوع
این کتاب روایت‌کننده یک داستان است که در آن خانواده‌ای یهودی با مشکلاتی در ایران بعد از انقلاب ۱۳۵۷ روبرو شده و مجبور به مهاجرت می‌گردند.
دالیا سافر نویسنده این کتاب، مدعی شده است که این کتاب داستان وی و خانواده‌اش است که او با قدری چاشنی‌دهی به این کتاب داستان تبدیل‌اش نموده است.

## فیلم‌نامه اقتباسی
در سال ۲۰۱۵ با اقتباس از این کتاب فیلم سپتامبرهای شیراز به کارگردانی وین بلر و نقش‌آفرینی سلما هایک، آدرین برودی و شهره آغداشلو ساخته شد.